# Ел Комбате (Порторико)
Ел Комбате (шп. El Combate) град је у америчкој острвској територији Порторико, острвској држави Кариба.

## Демографија
По попису из 2010. године број становника је 423.
| Група             | 2000.    | 2010.       |
| Белци             | 0 (0,0%) | 8 (1,9%)    |
| Афроамериканци    | 0 (0,0%) | 19 (4,5%)   |
| Азијати           | 0 (0,0%) | 0 (0,0%)    |
| Хиспаноамериканци | 0 (0,0%) | 412 (97,4%) |
| Укупно            | 0        | 423         |